# Jackson McDonald

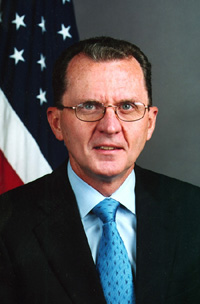
Jackson McDonald

Jackson C. McDonald (* 1956 in Florida) ist ein ehemaliger Diplomat der Vereinigten Staaten und ein Laufbahnberater des US-Außenministeriums. Er diente von 2004 bis 2007 als Botschafter der Vereinigten Staaten in Guinea; zuvor war er von 2001 bis 2004 US-Botschafter in Gambia.

## Leben und Wirken
Jackson McDonald studierte an der Edmund A. Walsh School of Foreign Service an der Georgetown University, dem Institut d’études politiques in Paris und der École nationale d’administration in Paris. Er begann seine Karriere in der US-Ausländerbehörde im Jahr 1980 als dritter Sekretär und als Vizekonsul bei der amerikanischen Botschaft in Dhaka, Bangladesch. Von 1982 bis 1984 diente er als Länderverantwortlicher für Bangladesch im US-Außenministerium. Im Jahr 1984 meldete er sich freiwillig bei der amerikanischen Botschaft in Beirut, Libanon, wo er zwei Jahre lang als zweiter Staatssekretär für politische Angelegenheiten diente.
Nachdem er ein Jahr lang die russische Sprache gelernt hatte, diente McDonald von 1990 bis 1991 als erster Sekretär für politische Angelegenheiten an der amerikanischen Botschaft in Moskau. Anfang 1992 eröffnete er die amerikanische Botschaft in Almaty, Kasachstan, wo er zunächst als Geschäftsträger, dann als stellvertretender Gesandter bis 1994 fungierte. Von 1994 bis 1997 amtierte McDonald als Generalkonsul in Marseille, Frankreich, mit doppelter Akkreditierung für das Fürstentum Monaco.
Nach dem Absolvieren eines Proseminars des US-Außenministeriums im Jahr 1998 wurde er zum stellvertretenden Gesandten der amerikanischen Botschaft in Abidjan, Elfenbeinküste, ernannt. Im Oktober 2001 wurde er als US-Botschafter in der Republik Gambia vereidigt, eine Stelle, die er bis Mai 2004 hielt, bevor er zum Botschafter in Guinea ernannt wurde.
Von 2007 bis 2009 war McDonald als leitender Berater für Sicherheitsverhandlungen und -vereinbarungen am US-Außenministerium in Washington tätig. In dieser Eigenschaft diente er als Chefunterhändler der US-Regierung für politisch-militärische Abkommen mit ausländischen Regierungen, um die Stationierung und den Einsatz von US-Militärpersonal im Ausland zu unterstützen. Von 2009 bis 2010 hielt er den Lehrstuhl an der Fakultät des National Defense Intelligence College, bevor er erster Auslandsberater des Kommandanten des United States Cyber Command wurde.
Im Jahr 2011 zog sich McDonald aus dem US-Außenministerium zurück und verfolgte sein lebenslanges Interesse für auswärtige Angelegenheiten als Berater. Er ist Bereichsleiter von Jefferson Waterman International, einer internationalen politischen und beratenden Firma in Washington, D.C.
McDonald spricht neben Englisch auch Französisch und Russisch. Er erhielt den Superior Honor Award des US-Außenministeriums sechs Mal sowie den Presidential Performance Award. Er ist ein Offizier (ehrenamtlich) in der Staatsordnung der Republik Gambia.